# Bienenwaben-Kofferfisch
Der Bienenwaben-Kofferfisch (Acanthostracion polygonius) lebt im tropischen, westlichen Atlantik, von New Jersey und den Bermudas bis zur Küste Brasiliens und in der Karibik, nicht aber im Golf von Mexiko. Mit dem Golfstrom werden Exemplare bis an die Küste Neu-Englands verdriftete.

## Merkmale
Die Fische können eine Maximallänge von 50 cm erreichen bleiben für gewöhnlich aber bei einer Länge von 25 cm. Sie zeigen auf gelblichem Grund ein Muster von fünf- bis siebeneckigen, dicht beieinander liegenden Flecken, die von dünnen dunklen Linien eingefasst sind. Die Bauchseite ist violett. Über den Augen finden sich zwei Stacheln.

## Lebensweise
Die Fische leben küstenfern als Einzelgänger und halten in Tiefen von 3 bis 80 Metern bevorzugt über Korallen- und Felsriffen auf. Sie ernähren sich von verschiedenen Wirbellosen, wie Seeanemonen, Garnelen, Schwämmen, Gorgonien und Seescheiden. 